# Europees kampioenschap basketbal mannen 2007
Eurobasket 2007 was de 35e editie van het Europees kampioenschap basketbal. Eurobasket 2007 werd georganiseerd door FIBA Europe. Zestien landen die ingeschreven waren bij de FIBA, namen deel aan het toernooi dat gehouden werd van 3 tot 17 september 2007 te Madrid, Spanje. Het basketbalteam van Rusland won in de finale van het toernooi met 60-59 van wereldkampioen Spanje, waarmee het de winnaar werd van Eurobasket 2007. De strijd om de derde en vierde plaats werd beslecht door Litouwen en Griekenland. Het team van Litouwen won de wedstrijd met 79-69. Dit kampioenschap was tevens het Europese kwalificatietoernooi voor de Olympische Spelen 2008. Rusland en Litouwen plaatsen zich via dit toernoei, Spanje was reeds geplaatst. De nummers 4 t/m 7 plaatsten zich voor het mondiale OKT in 2008.

## Knock-outfase

### Eindfase
|  | Kwartfinale  | Kwartfinale  |              |    | Halve finale | Halve finale |    |  | Finale | Finale |
|  |              |              |              |    |              |              |    |  |        |        |
|  | 13 september |              |              |    |              |              |    |  |        |        |
|  |              |              |              |    |              |              |    |  |        |        |
|  | Spanje       | 83           |              |    |              |              |    |  |        |        |
|  | Spanje       | 83           | 15 september |    |              |              |    |  |        |        |
|  | Duitsland    | 55           |              |    |              |              |    |  |        |        |
|  | Duitsland    | 55           | Spanje       | 82 |              |              |    |  |        |        |
|  | 14 september |              | Spanje       | 82 |              |              |    |  |        |        |
|  |              | Griekenland  | 77           |    |              |              |    |  |        |        |
|  | Slovenië     | Griekenland  | 77           | 62 |              |              |    |  |        |        |
|  | Slovenië     |              | 16 september | 62 |              |              |    |  |        |        |
|  | Griekenland  | 63           |              |    |              |              |    |  |        |        |
|  | Griekenland  | 63           | Spanje       | 59 |              |              |    |  |        |        |
|  | 13 september |              | Spanje       | 59 |              |              |    |  |        |        |
|  |              | Rusland      | 60           |    |              |              |    |  |        |        |
|  | Rusland      | Rusland      | 60           | 75 |              |              |    |  |        |        |
|  | Rusland      | 15 september |              | 75 |              |              |    |  |        |        |
|  | Frankrijk    | 71           |              |    |              |              |    |  |        |        |
|  | Frankrijk    | 71           | Rusland      | 86 | Troostfinale | Troostfinale |    |  |        |        |
|  | 14 september |              | Rusland      | 86 | Troostfinale | Troostfinale |    |  |        |        |
|  |              | Litouwen     | 74           |    | 16 september | 16 september |    |  |        |        |
|  | Litouwen     | Litouwen     | 74           | 74 | 16 september | 16 september |    |  |        |        |
|  | Litouwen     |              |              |    |              | Griekenland  | 69 |  |        |        |
|  | Kroatië      | 72           |              |    |              | Griekenland  | 69 |  |        |        |
|  | Kroatië      | 72           | Litouwen     | 78 |              |              |    |  |        |        |
|  |              |              | Litouwen     | 78 |              |              |    |  |        |        |

## Eindklassement
1. Rusland
2. Spanje
3. Litouwen
4. Griekenland
5. Duitsland
6. Kroatië
7. Slovenië
8. Frankrijk
9. Italië
10. Portugal
11. Israël
12. Turkije
13. Letland
14. Servië
15. Tsjechië
16. Polen

## Teams
| Goud | Zilver | Brons | 4 |
| Rusland Nikita Sjabalkin Jon Robert Holden Sergej Bykov Andrej Kirilenko Nikita Morgoenov Pjotr Samojlenko Viktor Chrjapa Zachar Pasjoetin Sergej Monja Anton Ponkrasjov Aleksej Savrasjenko Nikolaj Padioes | Spanje Pau Gasol Rudy Fernández Carlos Cabezas Juan Carlos Navarro José Calderón Felipe Reyes Carlos Jiménez Sergio Rodríguez Berni Rodríguez Marc Gasol Álex Mumbrú Jorge Garbajosa | Litouwen Rimantas Kaukėnas Giedrius Gustas Jonas Mačiulis Darjuš Lavrinovič Ramūnas Šiškauskas Darius Songaila Simas Jasaitis Linas Kleiza Kšyštof Lavrinovič Šarūnas Jasikevičius Paulius Jankūnas Robertas Javtokas | Griekenland Theo Papaloukas Ioannis Bourousis Nikos Zisis Vassilis Spanoulis Panagiotis Vasilopoulos Michalis Pelekanos Nikos Chatzivrettas Dimos Dikoudis Kostas Tsartsaris Dimitris Diamantidis Lazaros Papadopoulos Michalis Kakiouzis |

| Eurobasket 2007 winnaar |
| ----------------------- |
| Rusland Eerste titel    |

## Individuele prijzen

### MVP (Meest Waardevolle Speler)
- Andrej Kirilenko

### All-Star Team
- José Calderón
- Ramūnas Šiškauskas
- Andrej Kirilenko
- Dirk Nowitzki
- Pau Gasol